# Harry and the Potters
Gli Harry and the Potters sono un gruppo indie rock con testi a tema ispirati ai libri di Harry Potter, il mago creato dalla scrittrice J. K. Rowling. Il loro genere è ufficiosamente chiamato "wizard rock". Si sono formati nel 2002 a Norwood, nel Massachusetts.

## Storia del gruppo
La nascita del gruppo è dovuta a un fatto abbastanza insolito. I fratelli Paul e Joe DeGeorge avevano organizzato un concerto nel giardino di casa loro invitando diverse band, ma molte avevano dato il loro diniego all'ultimo minuto o non si erano presentate. I due fratelli non si persero d'animo ed entro la sera stessa riuscirono a scrivere alcune canzoni a tema incentrate sulla loro passione letteraria e cinematografica (Harry Potter) che eseguirono sostituendo gli altri musicisti. Dopo quell'episodio nacque l'idea: creare una band musicale sulla loro passione, Harry Potter. Decisero che uno avrebbe impersonato Harry al quarto anno, l'altro al settimo: finti occhiali rotondi, capelli spettinati neri e sciarpe dei colori di Grifondoro. Nel 2003 sono abbastanza famosi da pubblicare il loro primo album omonimo con le canzoni già scritte in precedenza più alcuni inediti; dopo aver pubblicato anche il secondo e il terzo album, rispettivamente Voldemort Can't Stop the Rock! e Harry and the Potters and the Power of Love, si gettano in una serie di tour e concerti per tutti gli Stati Uniti con buon successo. Nel 2006 hanno pubblicato ben tre album: oltre al già citato Harry and the Potters and the Power of Love, anche Scarred for Life, un 7", e uno split, Harry and the Potters split with the Zambonis.

## Formazione
- Joe DeGeorge - voce, chitarra e tastiere
- Paul DeGeorge - voce, chitarra e tastiere

## Discografia

### Album
- Harry and the Potters (2003)
- Voldemort Can't Stop the Rock! (2004)
- A Magical Christmas of Magic (2005)
- Harry and the Potters and the Power of Love (2006)
- Scarred for Life (2006)
- The Enchanted Ceiling (2007)
- In the Cupboard (2008)
- Priori Incantatem (2009, raccolta)
- Live at the Yule Ball (2009, live)

### Split
- Harry and the Potters split with the Zambonis (2006)